# Dolobay
Dolobay (ou Bdolobay, en somali : Dolobeey[réf. souhaitée]) est un woreda du sud de l'Éthiopie situé dans la zone Afder de la région Somali. Ce district a 84 134 habitants en 2007. Son centre administratif, Weldiya ou Woldeya, est plus connu sous le nom de Dolo Bay.
Limitrophe de la Somalie au sud, le district s'étend à l'est de la Ganale Dorya de part et d'autre de son affluent la rivière Weyib.
Situé une quinzaine de kilomètres au nord des villes jumelles Dolo et Dolow (en), son chef-lieu peut s'appeler Dolo Bay,, Woldeya ou Weldiya[réf. souhaitée].
| Cherti    | Afder     |      |
| Bokolmayo | Dolobay   | Bare |
| Dolo Odo  | (Somalie) |      |

Le recensement national de 2007 fait état de 84 134 habitants dans le district dont 9 % de citadins qui sont les 7 174 habitants de Woldeya.
En 2022, la population est estimée sur le même périmètre à 122 543 personnes avec une densité de population de 63 personnes par km2 et 1 948 km2 de superficie.
Le district s'est cependant agrandi entre-temps, sa limite nord s'étant déplacée au détriment de Cherti et d'Afder probablement dès les années 2010. Le district dépasse 4 000 km2 en 2021.